# Crepis andryaloides
Crepis andryaloides é uma espécie de planta com flor pertencente à família Asteraceae. 
A autoridade científica da espécie é Lowe, tendo sido publicada em Trans. Cambridge Philos. Soc. iv. (1831) 25..

## Portugal
Trata-se de uma espécie endémica do Arquipélago da Madeira.

## Protecção
Não se encontra protegida por legislação portuguesa ou da Comunidade Europeia.